# In a Manner of Speaking
In a Manner of Speaking ("per così dire" in inglese) è un brano musicale del gruppo di musica sperimentale statunitense Tuxedomoon.
Pubblicato per la prima volta come quinta traccia dell'album Holy Wars del 1985, è tra i brani più celebri e rappresentativi della band e del genere Post punk.
Il brano dà titolo anche alla raccolta del suo autore Winston Tong uscita nel 2008.

## Video musicale
Per promuovere Holy Wars è stato girato un videoclip per la canzone nel quale sono ritratti in sequenze in bianco e nero i Tuxedomoon.

## Cover
Tra gli altri, il compositore principale dei Depeche Mode, Martin Gore, ha inserito una reinterpretazione del brano nel suo primo extended play da solista Counterfeit e.p. del 1989. 
Una cover del collettivo musicale francese Nouvelle Vague, inclusa nell'album eponimo di debutto Nouvelle Vague (2004), è stata usata da Channel 4 nella serie televisiva Sugar Rush.
Nel 2005, Paolo Benvegnù reinterpreta il brano nell’EP Cerchi nell'acqua.
Nel 2013, NicoNote reinterpreta il brano nell'Album Alphabe Dream.